# Alan Whiteside
Alan Walter Whiteside (Nairobi, 18 maart 1956) is een Keniaans hoogleraar, aidsonderzoeker en schrijver. Hij werd geboren in Kenia en groeide op in Swaziland.

## Biografie
Hij studeerde aan de Waterford Kamhlaba, een van de United World Colleges voor diplomering in een International Baccalaureate. In 1978 behaalde hij zijn bachelor in ontwikkelingssamenwerking en in 1980 behaalde hij zijn master in ontwikkelingseconomie, beide aan de Universiteit van East Anglia in Norwich in Engeland. In 2003 ontving hij zijn doctoraat in economie van de Universiteit van Natal.
Van 2003 tot 2006 werkte hij voor de Verenigde Naties in de Commission on HIV/AIDS and Governance in Africa. Tegenwoordig is hij aan de Universiteit van KwaZoeloe-Natal hoogleraar economie en directeur van de Health Economics and HIV/AIDS Research Division.
Hij is lid van de Governing Council van de International AIDS Society directeur van Waterford Kamhlaba. Hij werkt aan verschillende projecten zoals voor wezen in Swaziland en op het gebied van aids.